# Sporobolus harmandii
Sporobolus harmandii är en gräsart som beskrevs av Johannes Jan Theodoor Henrard. Sporobolus harmandii ingår i släktet droppgräs, och familjen gräs. Inga underarter finns listade i Catalogue of Life.